# Eric Young (giocatore di baseball 1985)
Eric Orlando Young Jr. (New Brunswick, 25 maggio 1985) è un giocatore di baseball statunitense, esterno sinistro per i Guerreros de Oaxaca nella Liga Mexicana de Béisbol.
È figlio dell'omonimo Eric Young, che ha giocato in MLB dal 1992 al 2006.

## Minor League
Young Jr. si diplomò alla Piscataway High School di Piscataway, New Jersey e si iscrisse al Chandler-Gilbert Community College di Chandler, Arizona. Venne selezionato al 30º giro del draft amatoriale MLB del 2003 come 887a scelta dai Colorado Rockies. Nel 2004 iniziò con i Casper Rockies rookie, finendo con .264 alla battuta, .407 in base, nessun fuoricampo, 7 RBI, 20 punti "run" e 14 basi rubate in 23 partite. Nel 2005 con i Casper Rockies chiuse con .301 alla battuta, .404 in base, 3 fuoricampo, 25 RBI, 48 punti e 25 basi rubate in 63 partite.
Nel 2006 con gli Asheville Tourists A finì con .295 alla battuta, .391 in base, 5 fuoricampo, 49 RBI, 92 punti e 87 basi rubate in 128 partite. Nel con i Modesto Nuts A+ finì con .291 alla battuta, .359 in base, 8 fuoricampo, 63 RBI, 113 punti e 73 basi rubate in 130 partite.
Nel 2008 con i Tulsa Drillers AA finì con .290 alla battuta, .391 in base, 3 fuoricampo, 33 RBI, 74 punti e 46 basi rubate in 105 partite. Nel 2009 con i Colorado Springs Sky Sox AAA terminò con .299 alla battuta, .387 in base, 7 fuoricampo, 43 RBI, 118 punti e 58 basi rubate in 119 partite.
Nel 2010 giocò con due squadre finendo con .250 ala battuta, .335 in base, un fuoricampo, 9 RBI, 22 punti e 10 basi rubate in 37 partite. Nel 2011 gioco con i Colorado Springs Sky Sox AAA finendo con .363 alla battuta, .454 in base, 2 fuoricampo, 28 RBI, 61 punti e 17 basi rubate in 58 partite.

## Major League

### Colorado Rockies (2009-2013)
Debuttò nella MLB il 25 agosto 2009, al Coors Field di Denver contro i Los Angeles Dodgers. Chiuse la sua prima stagione con .246 alla battuta, .295 in base, un fuoricampo, un RBI, 7 punti, 4 basi rubate, 12 eliminazioni di cui una doppia e 10 assist in 30 partite di cui 10 da titolare. Nel 2010 finì con .244 alla battuta, .312 in base, nessun fuoricampo, 8 RBI, 26 punti, 17 basi rubate, 55 eliminazioni di cui 23 doppie, 94 assist, 6 errori da seconda base e uno da esterno sinistro in 51 partite di cui 42 da titolare.
Nel 2011 chiuse con .247 alla battuta, .342 in base, nessun fuoricampo, 10 RBI, 34 punti, 27 basi rubate, 75 eliminazioni di cui 5 doppie, 11 assist, un errore da seconda base e un errore per ogni posizione da esterno in 77 partite di cui 42 da titolare. Nel 2012 finì con .316 alla battuta, .377 in base, 4 fuoricampo, 15 RBI, 36 punti, 14 basi rubate e 64 eliminazioni in 98 partite di cui 28 da titolare.
Nel 2013 prima di esser ceduto, finì con i Rockies con .242 alla battuta, .290 in base, un fuoricampo, 6 RBI, 22 punti, 8 basi rubate, 59 eliminazioni, un errore da esterno centrale e uno da esterno destro in 57 partite di cui 32 da titolare.

### New York Mets (2013-2014)
Il 19 giugno 2013 venne preso dai Rockies in scambio del lanciatore di rilievo Collin McHugh. Lo stesso giorno debuttò per i Mets contro gli Atlanta Braves totalizzando una valida su 4 presenze alla battuta. Il 2 agosto nell'11º inning nella partita contro i Kansas City Royals grazie a un suo fuoricampo decisivo (in inglese: homerun walk-off) di 2 punti i Mets vinsero l'incontro per 4-2. Chiuse con i Mets con .251 alla battuta, .318 in base, un fuoricampo, 26 RBI, 48 punti, 46 basi rubate (1° della National League), 7 triple (7° della NL), 182 eliminazioni di cui una doppia, 11 assist e 2 errori da esterno sinistro in 91 partite di cui 90 da titolare. Il 16 gennaio 2014 firmò un contratto annuale per 1,85 milioni di dollari in arbitrariato.

### Atlanta Braves (2015)
Il 13 febbraio 2015, Young firmò un contratto di minor league con gli Atlanta Braves, con incluso un invito allo spring training. Durante la stagione disputò 35 partite in MLB.

### Ritorno ai Mets (2015)
Il 22 agosto 2015, Young fu riacquisito dai Mets. He was removed from the 40-man roster on November 5, 2015, making him a free agent. Young had a batting average of .153 with no home runs, five RBIs and .217 on-base percentage with both the Braves and the Mets in 2015.

### Milwaukee Brewers (2016)
Il 5 gennaio 2016, Young firmò un contratto di minor league con i Milwaukee Brewers, con incluso un invito allo spring training. Non disputò alcuna partita in MLB durante la sua permanenza con la squadra di Milwaukee.

### New York Yankees (2016)
Young fu acquistato il 31 agosto 2016 dai New York Yankees, che lo assegnarono in AAA con i Scranton/Wilkes-Barre RailRiders. Al termine della stagione aveva partecipato solamente a 6 partite in MLB.

### Los Angeles Angels (2017-2018)
Il 24 gennaio 2017 Young Jr. passò, da free agent, ai Los Angeles Angels tramite un contratto da minor league. Partecipò durante la stagione 2017 a 47 partite in MLB. Il 4 gennaio 2018 gli Angels iscrissero nuovamente Young con un contratto di minor league alla stagione seguente.

### Baltimore Orioles e Seattle Mariners (2019)
Divenuto free agent al termine della stagione 2018, Young ha firmato l'11 febbraio 2019 con i Baltimore Orioles che lo hanno svincolato 21 marzo. 
Il 28 marzo, Young firmò un contratto di minor league con i Seattle Mariners, che lo svincolarono il 23 luglio senza averlo mai schierato nella MLB.

### Liga Mexicana (2019-)
Il 28 luglio 2019, Young Jr. firmò con gli Acereros de Monclova della Liga Mexicana de Béisbol. Venne svincolato il 24 gennaio 2020.
Il 12 febbraio 2020, Young Jr. firmò con i Guerreros de Oaxaca.

## Premi

### Individuale
- Leader della National League in basi rubate: 1

2013
- Futures Game Selection (2009)
- Rookie dell'anno nella Pacific Coast League (2009)
- Post-Season All-Star della Pacific Coast League (2009)
- Post-Season All-Star della Texas League (2008)
- Post-Season All-Star della California League (2007)
- Mid-Season All-Star della Pacific Coast League (2009)
- Mid-Season All-Star della South Atlantic League (2006)
- All-Prospect Team della Arizona Fall League (2008)
- Giocatore della settimana della California League (09/07/2007)
- Giocatore della settimana della Arizona Fall League (03/11/2008)
- Giocatore della settimana della HWB (29/10/2006)

## Numeri di maglia indossati
- nº 4 con i Colorado Rockies (2009)
- nº 3 con i Rockies (2009-2010)
- nº 1 con i Rockies (2011-2013)
- nº 22 con i New York Mets (2013-2014)
- nº 4 con gli Atlanta Braves (2015)
- nº 1 con i New York Mets (2015)
- nº 48 con i New York Yankees (2016)
- nº 8 con i Los Angeles Angels (2017-)